# Frontier Wrestling Alliance
La Frontier Wrestling Alliance (FWA) è stata una federazione britannica di wrestling tra le più famose d'Europa.
Fondata come Fratton Wrestling Association a Portsmouth nel 1993, la federazione seguiva le stesse regole delle principali federazioni di wrestling. L'unica variazione era l'introduzione di un sistema di cartellini gialli e rossi come nel Calcio; inoltre i Piledriver erano stati banditi dalla federazione e l'uso di essi avrebbe provocato una multa ed una squalifica nel match.
È stata la prima federazione di wrestling nel Regno Unito ad essere trasmessa in televisione, dopo aver siglato un contratto di cinque anni con The Wrestling Channel il 4 marzo 2004.
La FWA ha stretto un accordo con la Ring of Honor che hanno portato alla realizzazione due show congiunti: i due eventi erano chiamati entrambi Frontiers of Honor e si sono svolti uno nel 2003 e l'altro nel 2006.
La FWA ha chiuso nell'aprile del 2012, da quando la compagnia risulta inattiva ed il sito web è andato offline.

## Roster

### Roster attivo
- Johnny Angel
- Bubblegum
- "The Pukka One" Darren Burridge
- The Claw (Jayse Castillo)
- "Phoenix" Jody Fleisch (Jerome Fleisch)
- Iceman
- Ross Jordan (Ross Jones)
- Stevie Knight
- Joe Legend (Joe Hitchen)
- "Dangerous" Damon Leigh
- El Ligero
- Stevie Lynn
- Pac
- Dave Rayne
- Alex Shane (Alex Spilling)
- Spud
- Jonny Storm (Jonathan Whitcombe)
- Jack Storm
- James Tighe
- JJ Tornado (Edward Knight)
- "The Righteous" Paul Travell
- Dom Travis
- "The Anarchist" Doug Williams (Douglas Durdle)
- The Zebra Kid (Roy Bevis)

### Tag team
- UK Pitbulls - (Bulk & Big D)
- Stixx and Stone (Stixx e Martin Stone)
- The Manchester Massive / The Chavs (Declan O'Connor e Joey Hayes)
- T2K (Wolfgang & The Darkside)
- The Young Doctors (Dr Dirk Feelgood e Dr Jason Allbetter)
- The EntouRAGE (Mark Sloan & Ollie Burns)
- Screwed Dynasty (The Claw & JJ Tornado)

### Wrestler part-time
- "Fallen Angel" Christopher Daniels (Daniel Covell)
- D'Lo Brown (A.C. Connor)
- EZ Money (Jason Broyles)
- Jake "The Snake" Roberts (Aurelian Smith, Jr.)
- Jerry Lynn
- Joe Legend
- Juventud Guerrera (Eduardo Aníbal González Hernández)
- Little Guido (James Maritato)
- Paul London
- Raven (Scott Levy)
- Scorpio (Charles Skaggs)
- Simply Luscious (Veronica Stevens)
- Steve Corino
- Low Ki (Brandon Silvestry)
- Chris Hamrick
- Super Crazy (Francisco Pantoja Islas)
- Colt Cobana (Scott Colton)
- Mikey Whipwreck (James Watson)

## Titoli
| Titolo/i o altro                     | Detentore/i attuale/i |
| ------------------------------------ | --------------------- |
| FWA British Heavyweight Championship | Robbie Brookside      |
| FWA Tag Team Championship            | Stixx and Stone       |
| FWA All England Championship         | Leroy Kincade         |
| FWA Flyweight Championship           | Pac                   |